# Nicolaas van der Brugge
Nicolaas van der Brugge (Den Haag, 26 mei 1906 – Gorinchem, 29 december 1993) was een Nederlands politicus van de ARP.
Hij werd geboren als zoon van Pieter van der Brugge (1875-1960; broodbakker) en Alida Hendrica van der Burg (1872-1942). Hij ging naar de handelsschool en was daarna werkzaam bij de gemeentesecretarieën van Sassenheim, Hazerswoude en Monster. In 1941 werd Van der Brugge directeur van het Arbeidsbureau in Middelharnis. Twee jaar later werd hij gearresteerd en via Kamp Vught en Oranienburg kwam hij in het concentratiekamp Buchenwald. Na de bevrijding keerde hij terug naar Goeree-Overflakkee waar hij, na te zijn aangesterkt, zijn werk kon hervatten. Daarnaast was hij vanaf 1946 gemeenteraadslid in Middelharnis en lid van de Provinciale Staten van Zuid-Holland. Drie jaar later werd hij wethouder van Middelharnis. Midden 1951 werd Van der Brugge benoemd tot burgemeester van de gemeenten Giessen-Nieuwkerk, Schelluinen en Peursum. In 1957 fuseerden de gemeenten Giessen-Nieuwkerk en Peursum tot de gemeente Giessenburg waarvan hij de burgemeester werd. In 1964 was hij bovendien enige tijd waarnemend burgemeester van Oud-Beijerland. In 1966 gaf hij het burgemeesterschap op om gedeputeerde te worden wat hij tot 1974 zou blijven. Van der Brugge overleed eind 1993 op 87-jarige leeftijd. Hij was officier in de Orde van Oranje-Nassau en drager van het Verzetsherdenkingskruis. In Giessenburg is naar hem de Burgemeester van der Bruggelaan vernoemd.